# 林弘樹
林 弘樹 （はやし ひろき、1974年 - ）は日本の映画監督・図書館プロデューサー・全国公民館応援団長。

## 人物・来歴
1974年生まれ。埼玉県大宮市（現：さいたま市）出身。獨協大学外国語学部英語学科卒。
中学生の時に観た『ニュー・シネマ・パラダイス』に感銘を受け、映画製作の道を志す。黒沢清や和田誠、北野武らの元で助監督を務める。
2003年、28歳の時に映画会社Fire Works設立。日本中を元気にする映画「らくだ銀座」にて監督デビュー。全国巡回型ロードショウを皮切りに東京国際映画祭、カイロ国際映画祭など、国際映画製作者連盟公認・A級世界十大映画祭にも招待され、評価をうける。
西条市合併記念映画「恋まち物語」や全国各地での地域密着型映画製作で、今まで数10万人の人を巻き込み、日経地域情報化大賞2005MJ賞を受賞。
企業や自治体、最近は図書館や医療業界のブランディング戦略のプロデュースに関わり、要望に応じた講演会活動や映画ワークショップ等も行っている。
今まで10年間の取り組みが評価され、2010年に地域づくり総務大臣賞団体賞受賞。経済産業省のキーパーソン研究会委員、内閣府の地域活性化伝道師に任命される。
「人生ごっこ!? 」でミンスク国際映画祭コンペ部門映画記者審査員特別賞、KINOTAYO映画祭 in Paris、上海国際映画祭パノラマ部門ノミネート。
2011年夏から、映画「ふるさとがえり」が公開され、全都道府県で1300回以上、各地域でのロングラン公開を継続中（2017年現在）。
アジア・太平洋をつなぐ映画「空飛ぶ金魚と世界のひみつ」（2013）が全国劇場公開、及び世界30か国以上で公開。
最新作は、映画「惑う After the Rain」ロサンゼルス多文化国際映画祭で最高作品賞を受賞。
2017年10月より文化庁新進芸術家派遣制度でヴェネツィア大学Ca' Foscari University of Venice映画学マスターコースで指導、研究。
同制度で、イタリア研修にいく映画監督は増村保造以来65年ぶりとなる。

## 作品
- らくだ銀座（2003年）
- おおうそ月のかかし（2004年）
- 恋まち物語（2005年）
- 人生ごっこ!?（2006年7月29日映画祭公開、2008年2月9日ロードショー公開）
- たとえ夜は長くても（2005年、日本ベーリンガーインゲルハイム、全10話）
- 夏のゆずり葉（2006年、日本ベーリンガーインゲルハイム、全10話）
- Cradle［クレイドル］ -眠れぬ夜の子守唄-（2007年、日本ベーリンガーインゲルハイム、全10話）
- 優しい眠りの物語（2009年、サノフィアベンティス、全3話）
- 優しい眠りの物語2（2010年、サノフィアベンティス、全3話）
- 白熱実況　アレルギーストーリー（2011年、サノフィアベンティス、全5話）
- ふるさとがえり-Going home-（2011年）
- 空飛ぶ金魚と世界のひみつ（2013年）
- 懐かしき未来への旅（2015年）日本観光映像大賞特別賞受賞
- 太陽は胸の中に（2016年）小津安二郎記念蓼科高原映画祭・短編映画コンクール　入賞
- 惑う〜After the Rain〜（英題「Bloosoming Into A Family」）（2017年） [1]